# مانليوس (نيويورك)
مانليوس (بالإنجليزية: Manlius, New York)‏ هي بلدة أمريكية تقع في الولايات المتحدة في مقاطعة أونونداغا، نيويورك. يقدر عدد سكانها بـ 32,370 نسمة ومساحتها 129.4 كم2 وترتفع عن سطح البحر 204 متر.